# Dario Krišto
Dario Krišto (ur. 5 marca 1989 w Tomislavgradzie) – chorwacki piłkarz występujący na pozycji pomocnika, zawodnik chorwackiego klubu  HNK Sloga Mravince.

## Życiorys

### Kariera klubowa
Krišto swoją seniorską karierę piłkarską zaczynał 19 listopada 2007 w chorwackim klubie Inter Zaprešić. 14 sierpnia 2009 został wypożyczony do zagrzebskiego klubu NK Rudeš, gdzie rozegrał dwanaście spotkań. Następnie 26 lutego 2010 przeniósł się do HNK Zmaj Makarska. W chorwackim klubie rozegrał 14 spotkań i strzelił jedną bramkę. W 2010 grał także w NK Omiš, gdzie rozegrał 15 spotkań i zdobył 3 gole.
W 2011 reprezentował barwy klubu HNK Šibenik. W tym zespole wystąpił w 22 meczach i zdobył 2 bramki. W następnym roku rozegrał 21 spotkań w bośniackim klubie Zrinjski Mostar, a w 2013 grał w chorwackich klubach NK Lučko i NK Dugopolje.
W sezonie 2014/2015 trafił do słowackiego klubu DAC 1904 Dunajská Streda, gdzie zadebiutował 1 marca 2014 w meczu przeciwko FC VSS Košice. W słowackim klubie rozegrał 40 spotkań i strzelił 2 bramki. W następnym sezonie przeniósł się do czeskiego klubu MFK Frýdek-Místek, gdzie zdobył 3 gole w 24 meczach. Sezon 2016–2017 spędził w zespole Fotbal Trzyniec, a w sezonie 2017/2018 wrócił do klubu NK Dugopolje, gdzie grał w 2013.
5 lutego 2018 zaczął reprezentować barwy III-ligowego Widzewa Łódź, gdzie do końca sezonu 2017/2018 wystąpił w 16 spotkaniach i zdobył 6 bramek. 28 lutego 2019 Krišto został mianowany przez trenera polskiego klubu Widzewa Łódź Radosława Mroczkowskiego kapitanem zespołu.
1 lipca 2019 podpisał kontrakt z tyskim klubem GKS Tychy, który występuje w I lidze, umowa do 30 czerwca 2020; bez odstępnego. Umowa z zawodnikiem nie została przedłużona.
27 sierpnia 2020 został zawodnikiem chorwackiego klubu NK Dugopolje z Druga hrvatska nogometna liga. W klubie zadebiutował 12 września 2020 na stadionie NŠC Stjepan Spajić (Zagrzeb) w przegranym 1:2 meczu ligowym przeciwko Hrvatski Dragovoljac Zagrzeb, zagrał całe spotkanie.

## Sukcesy

### Klubowe
Widzew Łódź
- Zwycięzca III ligi (Grupa I): 2017/2018

GKS Tychy
- Ćwierćfinalista w Pucharze Polski: 2019/2020